# Frank Stallone
Frank P. Stallone, Jr. (Nova York; 30 de juliol de 1950) és un actor, cantant, guitarrista i compositor estatunidenc, germà de l'actor Sylvester Stallone.

## Biografia
Va nàixer en la ciutat de Nova York, Estats Units. És germa de Sylvester Stallone i fill de Jacqueline "Jackie" Stallone (nascuda Labofish) i Francesco "Frank Sr." Stallone.

## Carrera
Stallone ha treballat com a cantant en American Big, una banda de jazz tradicional i música popular, en un estil vocal que recorda al seu ídol Frank Sinatra. Solia viatjar amb la seua pròpia orquestra sota la direcció de Paul Vesco, i també ha treballat amb directors com Sammy Nestico i Billy May. Stallone ha llançat una sèrie d'àlbums, incloent Day In Day Out amb Sammy Nestico (1991; registre A1: FSTCD1) i "Close Your Eyes" amb Billy May (1996).
Stallone va escriure i interpretar la cançó "Far from Over" per a la pel·lícula de 1983 Staying Alive. La cançó va ser llançada a mitjans d'abril de 1983 i va aconseguir la posició #10 al Billboard Hot 100, convertint-se en el seu únic gran èxit pop. També va ser nominada per al Globus com a Millor Cançó Original d'una Pel·lícula, i el seu àlbum, als Premis Grammy per al Millor Àlbum de Banda Sonora Original escrita per a pel·lícula o televisió.
Després va continuar el seu treball amb un àlbum homònim amb una versió lleugerament remesclada i abreviada de "Far From Over", així com la cançó "Darlin", que va aconseguir el lloc #81 en el Billboard Hot 100 en 1984.
Stallone va ser també un boxejador amateur i va treballar com a consultor de boxa a la sèrie de televisió de la NBC The Contender, en 2005. Frank Stallone ha aparegut en el programa radial de Howard Stern. Durant una aparició en el show de Stern, Frank Stallone va participar en una lluita de boxa amb el reporter de televisió Geraldo Rivera; Frank Stallone va guanyar la lluita.
En 2007, va aparèixer com ell mateix a la pel·lícula Fred Claus.
Stallone va participar com a contendient en el Campionat Celebrity Wrestling de Hulk Hogan, un reality de competició al canal CMT, el qual segueix a 10 artistes buscant guanyar el títol Celebrity Championship Wrestling, no obstant això, només va participar en dos episodis abans de ser eliminat.
A finals de 2009, va participar en el repartiment de Els vídeos més idiotes del món (en anglés, truTV Presents: World's Dumbest), programa del canal truTV.

## Discografia
- Frank Stallone (1984)
- Day in Day Out (1993)
- Close Your Eyes (1993)
- Soft and Low (1999)
- Full Circle (2000)
- Frankie and Billy (2002)
- Stallone on Stallone – By Request (2002)
- In Love In Vain (2003)
- Songs from the Saddle (2005)
- Let Me Be Frank With You (2010)